# Gustav Sachers

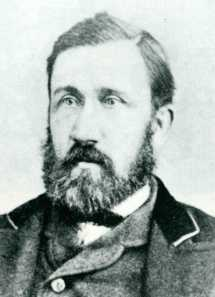
Gustav Sachers

Gustav Sachers (* 20. August 1831 in Hammerstein; † 7. Dezember 1874 in Reichenberg) war ein böhmischer Architekt und Bauunternehmer.

## Werdegang

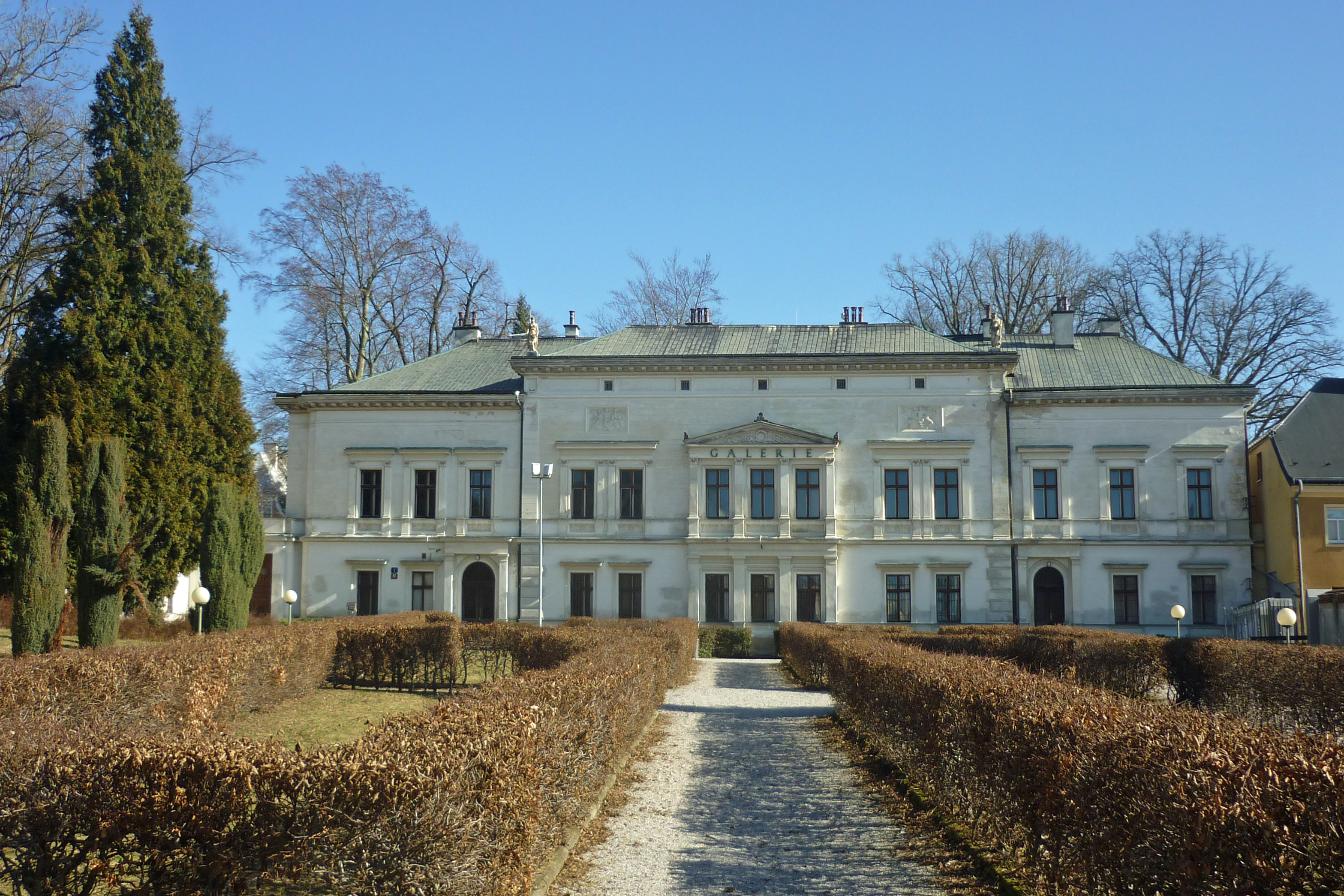
Villa Liebieg

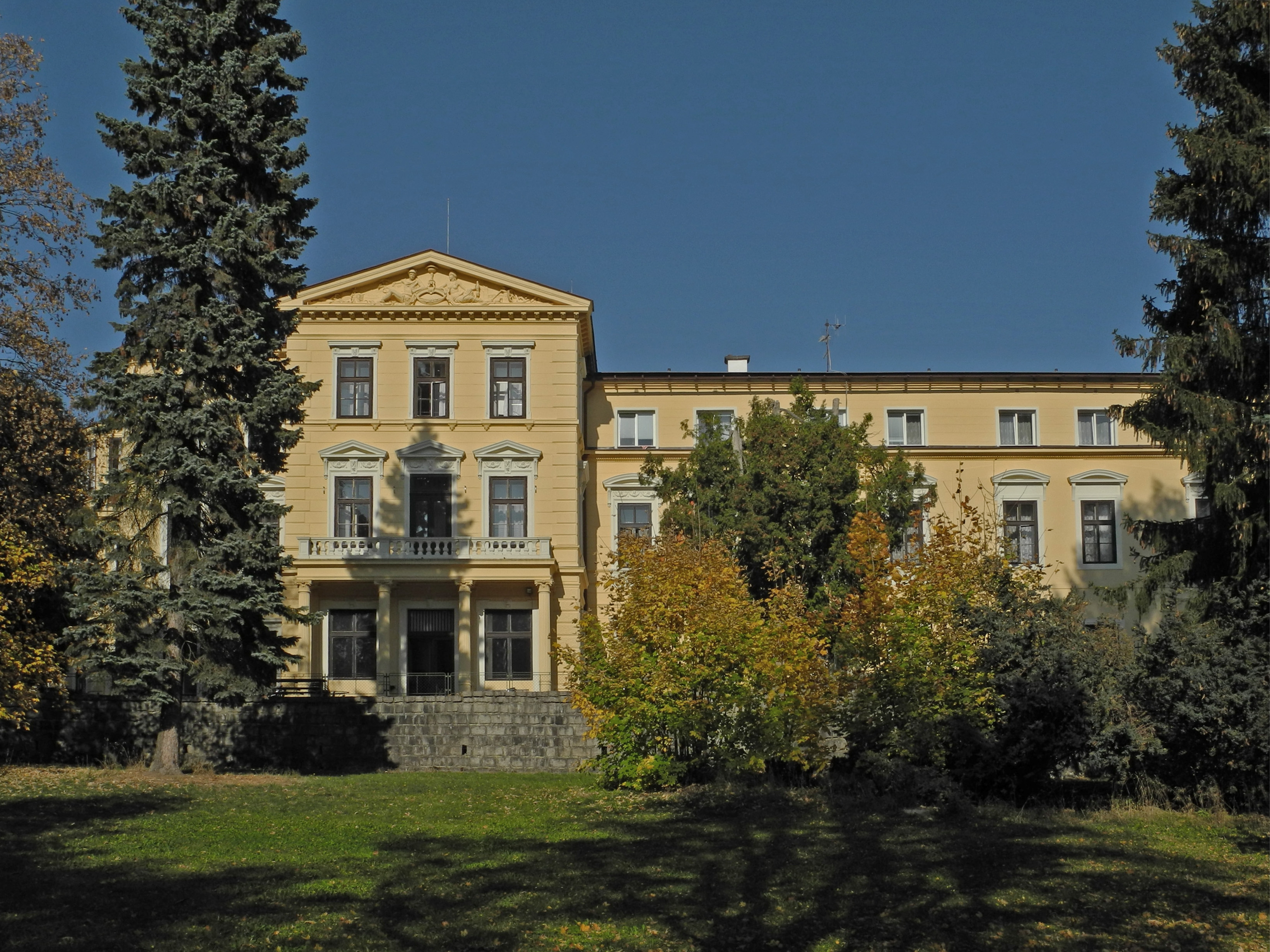
Villa Schmitt

Sachers war der Sohn eines Mechanikers und wuchs in Machendorf auf. Er erhielt seine Ausbildung beim Reichenberger Baumeister Anton Hollub. Anschließend ging er nach München und arbeitete als Maurer. In dieser Zeit lernte Sachers verschiedene Maler, Bildhauer und Architekten kennen, die ihm wegen seiner Kunstfertigkeit ein Studium anrieten. Im Jahre 1853 wurde Sachers an der Münchner Kunstakademie im Fach Baukunst immatrikuliert. Einer seiner Kommilitonen war Wilhelm Busch, mit dem er sich eng befreundete. Nach Beendigung des Studiums kehrte Sachers nach Böhmen zurück und arbeitete als Architekt in Reichenberg. Da die Auftragslage seinen Lebensunterhalt nicht decken konnte, erwog Sachers einen Neuanfang in Amerika. Auf den Rat seines Schwiegervaters Anton Hollub hin nahm er jedoch von seinen Auswanderungsplänen Abstand und gründete 1863 ein eigenes Bauunternehmen. Dieses firmierte nach dem Eintritt eines Kompagnons als Sachers & Gärtner. Das Bauunternehmen war erfolgreich und entwickelte sich zu einem der größten in Reichenberg. Nach Sachers frühem Tod bestand das Bauunternehmen unter der Firma Gustav Sachers Söhne weiter und errichtete u. a. 1883 das Stadttheater und 1888–1892 das Rathaus in Reichenberg. Das Bauunternehmen erlosch im Jahr 1945.

## Bauten (Auswahl)
- 1864: Bahnhof in Smiřice[2]
- 1864: Instandsetzung des Schlosses Smiřice
- 1864–1868: Evangelische Kirche in Reichenberg – Liberec (1976 abgerissen)[3]
- 1867–1869: Umbau des Alten Rathauses in Gablonz – Jablonec nad Nisou
- 1870–1872: Gesellschaftshaus in Turnau – Turnov, Hluboká 146 (heute Restaurant Slávie)
- 1872: Umbau des Schlosses Reichenberg
- 1872: Villa für Johann Liebieg jun. in Reichenberg – Liberec
- 1874: Villa für Franz Schmitt in Böhmisch Aicha – Český Dub
- 1883: F. X. Šalda-Theater Stadttheater
- 1888–1892: Rathaus in Reichenberg